# イエス・キリスト福音の群
イエス・キリスト福音の群（イエス・キリストふくいんのむれ）は、日本のプロテスタント系のペンテコステ派（聖霊派）の団体。主要施設の中に、拡大宣教学院（宮城県黒川郡大衡村）などがある。
2008年現在、団体の代表者、牧会長は永井 明師。

## 所属教会
- 東北中央教会（宮城県黒川郡大衡村）
- 一関福音教会（岩手県）
- ゴスペルチャーチ北上（岩手県）
- 牧場福音チャペル（岩手県）
- プレイズ・コミュニティ・チャーチ（宮城県）
- いわきホームチャペル（福島県）
- 安曇野ホームチャーチ（長野県）
- 茨木キリスト福音教会（大阪府）
- 下関キリスト教会（山口県）
- イエス・キリスト神の愛教会（福岡県）
- クロスロードゴスペルチャーチ（佐賀県）
- イエス･キリスト宮崎福音教会（宮崎県）
- 延岡東海（とうみ）キリスト教会（宮崎県）
- 日南チャペル（宮崎県）

協力教会
- キリストの福音大分教会（大分県）